# Abelmoschus crinitus
Abelmoschus crinitus är en malvaväxtart som beskrevs av Nathaniel Wallich. Abelmoschus crinitus ingår i släktet Abelmoschus och familjen malvaväxter. Inga underarter finns listade i Catalogue of Life.